# Consell General de la Isèra

Logo del Consell General

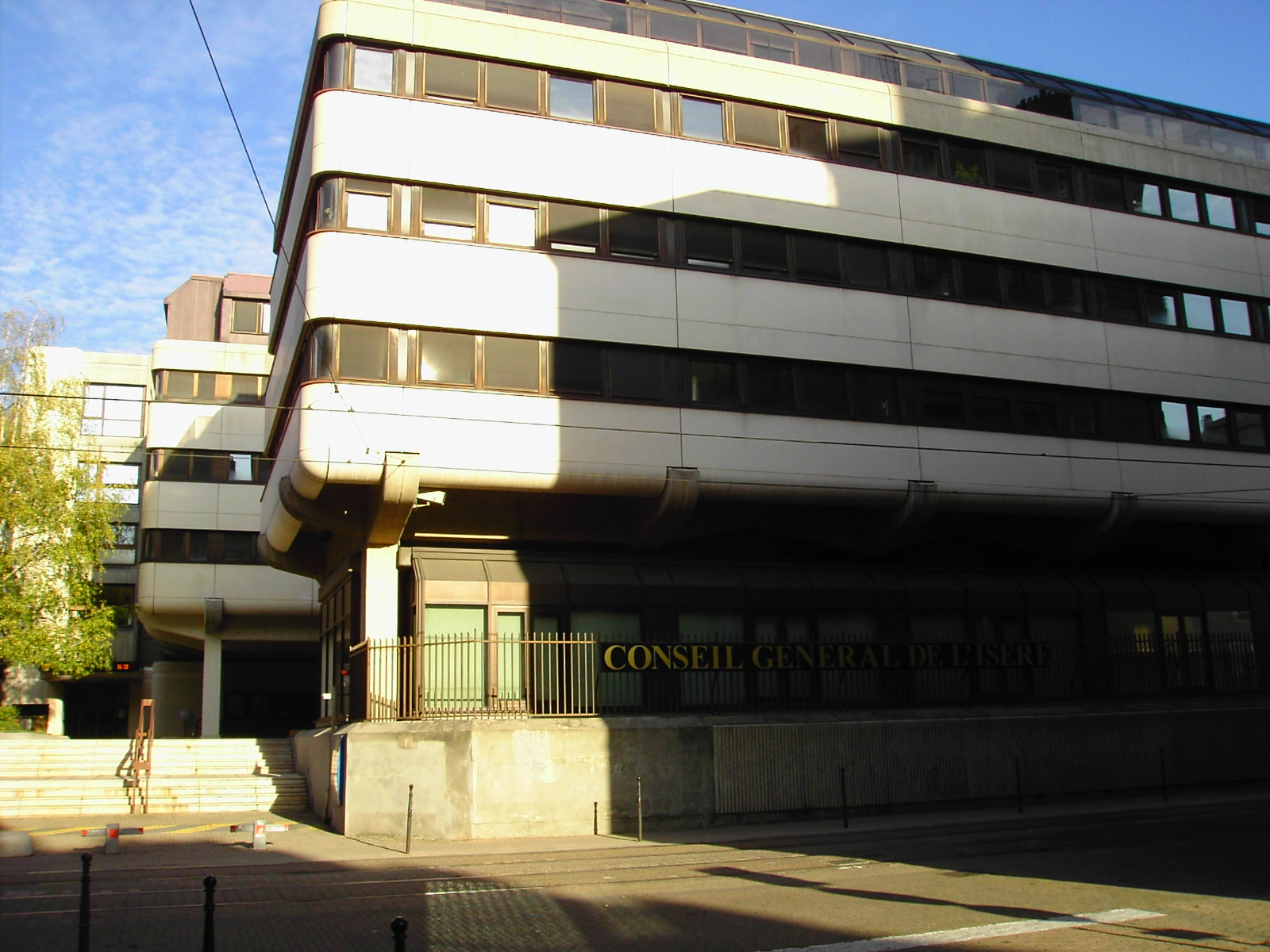
Seu del Consell General

El Consell General de la Isèra (arpità Consèly g·ènèral d'Isera, occità Conselh general de l'Isèra) és l'assemblea deliberant executiva del departament francès de l'Isèra, a la regió d'Alvèrnia-Roine-Alps.
La seu es troba a Grenoble i des de 2001 el president és André Vallini (PS).

## Presidents del consell
- 1945 - 1967 Lucien Hussel
- 1967 - 1976 Antoine Buisson
- 1976 - 1985 Louis Mermaz
- 1985 - 1996 Alain Carignon
- 1997 - 1998 Michel Hannoun
- 1998 - 2001 Bernard Saugey
- 2001 - André Vallini

## Composició
El març de 2011 el Consell General de l'Isèra era constituït per 58 elegits pels 58 cantons de l'Isèra.
| Partit                        | Sigles | Electes |
| ----------------------------- | ------ | ------- |
| Majoria                       |        |         |
| Partit Socialista             | PS     | 24      |
| Divers Gauche                 | DVG    | 4       |
| Partit Comunista              | PCF    | 6       |
| Les Verts                     | LV     | 3       |
| Oposició                      |        |         |
| Unió pel Moviment Popular     | UMP    | 13      |
| Sense etiqueta                | SE     | 4       |
| Divers Droite                 | DVD    | 4       |
| President del Consell General |        |         |
| André Vallini (PS)            |        |         |